# 闵鸿友
闵鸿友（1913年—1985年），原名闵洪友，男，安徽金寨人，中国人民解放军将领，中国人民解放军开国少将。曾任陕西军区副司令员，陕西省政协副主席，中共七大代表。

## 生平
1955年，授予中国人民解放军少将。